# Super Stars: Kenny Rogers & Dolly Parton
Super Stars: Kenny Rogers & Dolly Parton är ett samlingsalbum av countryartisterna Kenny Rogers och Dolly Parton, utgivet 28 april 1997. Det släpptes på skivmärket Super.

## Låtlista
1. Ruby Don't Take Your Love to Town (Mel Tillis) [2:51]
2. Makin' Believe (Jimmy Work) [2:29]
3. Reuben James (Barry Etris/Alex Harvey) [2:42]
4. Release Me (Eddie Miller)[2:14]
5. Elvira (Dallas Frazier) [2:34]
6. Hanky Tonk Angels (Pat Miller/E. Miller) [2:24]
7. Me and Bobby McGee (Fred Foster/Kris Kristofferson) [2:30]
8. Little Blossom (Jeffe) [2:52]
9. Poem for a Little Lady (Mac Davis) [2:32]
10. Letter to Heaven (Parton) [2:36]
11. Tulsa Turnaround (Larry Collins/Alex Harvey) [3:25]
12. Two Little Orphans (Jeffe) [2:41]
13. For The Good Times (Kristofferson) [3:20]
14. Girl Left Alone (Owens/Parton) [2:09]